# 不器用な天使 (小説)
『不器用な天使』（ぶきようなてんし）は、堀辰雄の短編小説。カフェやジャズなどの昭和初期の象徴的な都会風俗を背景に、20歳の青年の恋愛心理を描いた作品。処女作『ルウベンスの偽画』の次に発表された短編で、文壇の注目を浴びた文壇出世作である。
東京帝国大学文学部国文科の学生だった堀は、在学中の1926年（大正15年）4月に、中野重治、窪川鶴次郎、西沢隆二、宮木喜久雄らと共に同人雑誌『驢馬』を創刊したが、その同人青年たちや、彼らと通っていた上野のカフェ「三橋亭」の少女（女給）との交友関係を題材にした作品である。

## 発表経過
1929年（昭和4年）、雑誌『文藝春秋』2月号（第7巻第2号）に「無器用な天使」として掲載された（ただし目次には「不器用な天使」とある）。なお、文末には「1928年11月」の日付が付されているが、新潮社の元版全集の脚注ではその年の「夏稿」と注解されている。単行本は処女作品集（他18作品収録）として掲載翌年の1930年（昭和5年）7月3日に改造社より刊行された。

## あらすじ
20歳の若さを持て余している「僕」が、友人たちがいつも集まるカフェ「シャノアール」に参加するようになり、そこにいる魅惑的な女給に恋愛感情を抱く。この娘をものにしようと狙っている友人仲間の槙もいて、「僕」はそれを知り動揺し、もうそのカフェに行くまいと思うが、「彼女」は実は自分の方に好意を持っていると想い描きながら再びカフェに通う。「僕」はある日友人から、「あの女は天使だったのさ」と軽蔑口調で切り出され、槙が彼女と何度かデートをし、婉曲的に体を求めた途端にふられたことを知らされる。
友人らがいない時に1人でカフェに行った「僕」は思い切って娘に、明日公園で会ってほしいと声をかけた。翌日の公園で、娘が会話の中で槙の話題を出すと、それまで饒舌だった「僕」は急に黙り込み、苦痛を覚える。そのまた翌日「僕」は彼女と映画を観に行き、彼女が讃美する俳優・ヤニングスの素晴らしい肩が、槙に似ていると思う。そして彼女も無意識にその肩に槙を重ねて見ていると考えると、自分も彼女が欲するように、そのどっしりした肩が自分の肩に押しつけられることを欲せざるをえなくなる。
彼女とのデートの後、金に窮していた「僕」は腕時計を売ろうと考え、そうした換金に詳しい友人のアパートを訪ねる。部屋には他の友人も来ていて、槙もベッドに寝転がっていた。「僕」は彼女が槙を見るであろう視線でうっとり槙を眺め、そんな自分の内面を悟られないよう雑談する。もう「シャノアール」に行かなくなった槙たち3人と一緒に猥褻な趣の店「ジジ・バア」に行く「僕」は、槙を喜ばせたく、彼らの資金のために腕時計を譲った。
その「ジジ・バア」にはどことなく「シャノアール」の娘と外見が似た女がいて、槙に甘えた仕草をしていた。性格は対照的な女だったが、「僕」にはその女の類似で槙の苦痛が分かる気がし、その気持が「僕」にも浸透した。「僕」は、「シャノアール」の娘と「僕」と槙のそれぞれの苦痛が混合した感情で爆発しそうで、ウイスキーに酔うことを怖れた。
午前1時過ぎに店を出た「僕」ら4人はタクシーに乗車するが狭く、「僕」は槙の膝の上に乗せられて少女のように顔を赤らめる。店が気に入ったかと槙に問われた「僕」は、「ちぇ、あんなとこが…」と肘で槙の胸を突いた。「僕」の疲れた頭に2人の女の顔が浮んで消え、何の気なしにほじった鼻の指がまだ白粉で汚れているのを見る。

## 作品背景・モデル
『不器用な天使』が書かれた時代は関東大震災から6年後で、その震災前後のモダンな都会の事物や風俗を背景にした中流・上流階級的な青年が主人公となっている。カフェの女給が〈ウエイトレス〉と書かれ、卑猥な〈バア〉と区別されて描かれているが、まだこの頃のカフェはいかがわしい風俗営業の場所ではなくモダンで上品な店として存在し、そこで働く女給も、知的階級の客をもてなすモダンガール的な仕事であった。また震災被害に遭い生活に困窮していた都市中間層の女性たちが働いていた場所でもあった。
『不器用な天使』のモデルとなった店や人物は、堀の知人や『驢馬』同人の証言から、上野のカフェ「三橋亭」で働いていた少女で、彼女はその後「宝亭」という料理店に転職したものとみられる。
堀辰雄と親交のあった永井龍男によれば、神田小川町にあった「宝亭」（多賀羅亭）という高級店で働いていた「素人素人した、清潔な感じ」の若い女性に堀辰雄が好意を持っていたとし、「娘の休日の日に、散歩をする約束が出来たということで、前夜質屋へ一しょに行ってくれと堀が云い出した。私は質屋を知らず、なにか犯罪めいた怖さを感じたので、例ののれんの所まで行き、堀が用をたすのを待ってこともあった」と述懐している。
伊藤整は、作品舞台のカフェ「シャ・ノアール」（黒猫の意）に関して、上野広小路にあったとし、作中の女給はその後に「宝亭」という料理屋で働いていたと語っている。
佐多稲子は、堀辰雄にフランス語を習うことを勧められ、アテネ・フランセに通う定期券や月謝、教科書やノートまで買ってもらう親切を受けたことがあり、自身が女給として働いていた駒込神明町（現・文京区本駒込）の動坂のカフェ「紅緑」（こうろく）には、堀ら『驢馬』同人らがよく来ていたことを述懐している（のちに佐多は、室生犀星の媒酌で窪川鶴次郎と結婚）。
堀と『驢馬』同人であった窪川鶴次郎はカフェ「紅緑」で知り合った佐多稲子と結婚したが、『不器用な天使』のカフェ「シャ・ノアール」（黒猫）は、同人らが「パイプの会」と称し雑誌のことで集まっていた上野の「三橋亭」のことだとし、そこに居た女給を仲間内で「ブリユー・バード」と呼んでいたことなどを以下のように語っている。
堀辰雄の妻の堀多恵子は、『不器用な天使』で主人公がカフェの娘とシネマ・パレスで映画『ヴァリエテ』（エミール・ヤニングス主演）を観に行く場面に関し、佐多稲子から「あれは私なのよ」と聞かされたことがあり、佐多がドイツ映画を堀と観たことを「堀さんの私に対する堀さんらしい文学的配慮を感じる」と随筆に書いていたと語っている。

## 作品評価・解釈
『不器用な天使』は、主人公の「僕」の意識を中心にして描かれており、「僕」が恋する娘の容姿などが具体的に詳らかに描写されてもなく、客観的な物語の進行を書くというよりも、「僕」の心理を分析するような描き方が主眼となっている。こうした作風は、当時の日本の文壇としては新風として受け止められ、〈ジャズが僕の感覚の上に生まの肉を投げつける〉といった文章や、〈その時、この友人たちが彼等と一緒にカフェ・シャノアルに行くことに僕を誘つた〉という翻訳調の文章も新しい書き方であった。
発表当時の作品評では、平林初之輔が『東京朝日新聞』にて、「ブルジヨア社会の末端からほとばしり出た非生産階級の生活とイデオロギイを現してゐる」と批判しているが、室生犀星と宇野千代は、形式の新しさを賞讃している。
室生犀星は、『時事新報』の文芸雑筆にて、「感覚から起る心理への速度、速度の新しい飛躍」、「横光君以後の作家であり、或意味で横光君よりも素晴らしい新時代にゐるものかも知れぬ」と新しさを強調し、「過去文壇の垢や埃をあびてゐない」、「その描写には自然主義文学から全然隔離された、別種の神経感覚から作為されたものであることに注意せねばならぬ」と全面的に高評価している。
宇野千代も、『時事新報』の月評にて、小説から色彩や匂いが感じられるとし、「何と言ふ手の切れるやうな斬新さだ」、「ここでは一切の心理描写が動作になる。そしてそれはスバラシイ速度を持つてゐる」、「このやうな小説があるならば、私はもうあの好きな活動を見に行くまいかと思つてゐる」と全面的に賞讃している。
川端康成は、平林初之輔のブルジョア批判的な感想について、「そんなに仰々しい形容を持ち出す程の生活も事件も描かれてゐない」と疑問視し、また一方の、室生犀星や宇野千代の賞讃評も大袈裟なものと捉え、『文藝春秋』昭和4年4月号の文芸時評にて、室生犀星の賞讃した「過去文壇の垢や埃をあびてゐない」堀の形式上の努力と才能は否定しないとしつつも、「この作品は徹頭徹尾作者の誤算に成り立つたものとしか思はれない」、「多くの点から若々しい誤算」が感じられると以下のように手厳しい作品評価をしている。
澁澤龍彦は、自身が翻訳したことのあるジャン・コクトーの『大胯びらき』（少年期の恋愛心理を題材とした作品）との類似を見て、『不器用な天使』がそれを下敷きにして書かれたものだと推察している。澁澤は、『不器用な天使』の「ロマネスクな設定、筋や人物の出し入れから、スタイルやレトリックの細部にいたるまで」コクトーの作品の影響が染みついているとして具体的な文体の類似例を挙げ、「主人公の僕が『大胯びらき』のジャック・フォレスティエだとすれば、そのライヴァルでもあり、奇妙な同性愛的感情の対象でもある槙は、オックスフォード大学出の幅跳びの選手ピーター・ストップウェルである。そしてカフェ・シャノアルの娘は踊子のジェルメーヌであろう」と解説している。
中村真一郎は、『不器用な天使』の特徴を、「その才気に満ちた表現の連続の下に、実に微妙な〈心理小説〉が隠されていること」だとし、堀辰雄の小説の魅力が、「正にこの、人物たちがその動機を自ら知らずに演ずる行為、またそのための行き違いのドラマにある」と、堀のジョイスやプルーストの影響を鑑みながら解説している。
また中村は、堀の心理小説は常に「愛の心理の研究」であり、その愛は「苦痛の別名」であるとし、その苦痛は肉体の苦痛のような鋭い感覚として表現されるため、苦痛を除去しようとする心の動きが外科手術のように喩えられるとしている。
池田博昭は、『不器用な天使』の主題が処女作『ルウベンスの偽画』と同じく、アンドレ・ジッドの『贋金づくり』の影響のもとで書かれたとし、『贋金つくり』の登場人物（小説家エドゥワール）の日記中の言葉〈愛する者は、愛している限り、また愛されたいと願っている限り、自分のありのままの姿を示すことができない〉、〈何を見ても、何を聞いても、すぐに「彼女は何と言うだろう？」と考えずにはいられない〉というような恋愛の心理を分析的に描くことが『不器用な天使』の目的であったとしながら、『贋金づくり』の中の〈真に愛する者は、自己への誠実さなど、放棄するものなのだ〉、〈現実の世界と、現実からわれわれが作りあげる表象との間の競合〉という命題と同様のものを主題にしていると解説している。

## おもな収録刊行本
- 『不器用な天使』〈新鋭文学叢書〉（改造社、1930年7月3日）
  - 収録作品：「ルウベンスの偽画」「不器用な天使」「眠つてゐる男」「死の素描」「鼠」「水族館」「風景」「音楽のなかで」「眠り」「ヘリオトロープ」「ファンタスチック」「コント」「土曜日」「絵はがき」「天使達は」「僕は」「病」「アムステルダムの水夫」「ヒルデスハイムの薔薇」
- 『モダンガールの誘惑――モダン都市文学II』（平凡社、1989年12月）
  - 編集・解題：鈴木貞美。カバーカット：藤森静雄「上野駅」。ブック・デザイン：矢萩喜従郎
  - 月報：表紙（『女性』1928年5月号）、本文（井上章一「ギャルとガールの昭和史」）、巻末（室生犀星「モダン日本辞典」）
  - 口絵写真：ハナヤ勘兵衛「フォトモンタージュ 女とグラス」（解説：水沢勉）
  - 収録作品：堀辰雄「不器用な天使」、飯島正「燃えない人形」、丸岡明「霧」、尾崎翠「アップルパイの午後」、中村正常「日曜日のホテルの電話」、伊藤整「キリ子の朝」、岡田三郎「マネキンの誘惑」、辰野九紫「青バスの女」、吉行エイスケ「女百貨店」、吉屋信子「ヒヤシンス」、村山知義「スパイと踊子」、久野豊彦「あの花!この花!」、村松ちゑ子「篠山しか子の一姿態」、龍胆寺雄「魔子」、深尾須磨子「マダム・Xの春」、久生十蘭「心理の谷」、林芙美子「東京の屋根の下」、楢崎勤・龍胆寺雄「カジノ・フォーリイ探訪記」、舟橋聖一「新興日本肉体美巡り」(抄)、大迫倫子「女学生ものがたり」、阿部ツヤコ「Several current topics」、女・エンサイクロペヂア――（高橋鈴子「東通(イースト・サイド)77丁目」、北川恵礎子「連鎖滑走」、阿部ツヤコ「突端風景」、相良よし子「ボクシング」、村松ちゑ子「赤い風車（ムーランルージュ）の下に」「一九三二年の突端風景」、長岡輝子「ボックスの二重奏」）、大宅壮一「百パーセント・モガ」、清沢洌「モダン・ガール」
  - 座談会：「都会の魅惑 尖端少女座談会」（瀧田静江、花岡菊子、松井潤子、花井蘭子、戸塚幸子、進藤秋子、中村進治郎、飯島三安／奥村五十嵐、佐左木俊郎、加藤武雄）
  - コラム：「ヴォガンヴォグ」（『新青年』1931年7月号）、「女学校青春記（絵：横井福次郎）」（『モダン日本』1935年5月号）、「悪く思はないで下さい――田辺宗英」（『銀座』1933年10月1日号）、「１ 推奨すべきモダン・ボオイ／2 推奨すべきモダン・ガアル」（『モダン日本』1930年11月号）、「ホール＆ホール――塚原一朗」（『銀座』1933年10月15日号）、「流行漫談――花田鉄太郎」（『三越』1931年8月号）
  - 付録：「モガ時代を飾った女優たち」、「コティの広告から」、「『婦人界』の広告から」、「モダンガールさまざま」
- 復刻版『不器用な天使』〈新鋭文学叢書16〉（ゆまに書房、1998年5月）
  - 収録作品：原版と同じ。
- 『ザ・堀辰雄――全小説全一冊』（第三書館、2004年12月）
- 『風立ちぬ ルウベンスの偽画』（講談社文芸文庫、2011年12月）ISBN 978-4062901420
  - 収録作品：「ルウベンスの偽画」「不器用な天使」「花を持てる女」「楡の家」「風立ちぬ」
  - 解説：佐々木基一「昭和の文学 堀辰雄」
  - 付録：年譜、著書目録